# إذخر مرتفع
إذخر مرتفع (الاسم العلمي:Cymbopogon procerus) هو نوع من النباتات يتبع جنس الإذخر من الفصيلة النجيلية.